# Carlo Emilio Gadda
Œuvres principales
- La Connaissance de la douleur

Carlo Emilio Gadda, né le 14 novembre 1893 à Milan et mort le 21 mai 1973 à Rome, est un écrivain italien lauréat du prix Bagutta en 1934 et du prix Viareggio en 1953.

## Biographie

### Premières années
Carlo Emilio Gadda est issu d'un milieu bourgeois lombard, mais les investissements économiques de son père, Francesco Ippolito, « industriel idéaliste », finissent par plonger la famille Gadda dans le dénuement. Ainsi Carlo Emilio Gadda traverse-t-il « une enfance tourmentée et une adolescence bien plus difficile ».
Après la mort de son père, en 1909, la famille Gadda se prive beaucoup (sans toutefois se séparer de sa villa à Longone). Carlo Emilio Gadda doit notamment renoncer aux études littéraires au profit de l'école polytechnique de Milan.
Avec la vaine espérance de donner un sens à sa vie « horriblement tourmentée », Carlo Emilio Gadda s'engage comme volontaire à la Grande Guerre dans la région d'Adamello-Presanella. Fait prisonnier, il est déporté à Celle, ville située près de Hanovre, en Allemagne où il se lie d'amitié avec Bonaventura Tecchi, Camillo Corsanego et Ugo Betti. Au cours de cette expérience, il écrit une série de journaux qui seront édités en 1950 sous le titre Journal de guerre et de captivité.
À son retour à Milan en janvier 1919, l'annonce de la mort de son frère Enrico, aviateur, le jette dans un état de profonde dépression, dont il se remettra lentement.

### L'ingénieur et l'écrivain
Diplômé en ingénierie électronique en 1920, il travaille comme ingénieur en Sardaigne, en Lombardie, en Belgique puis entre 1922 et 1924 en Argentine. À son retour à Milan en 1926, il s'inscrit à la faculté de philosophie (mais ne passera jamais la soutenance) afin de se consacrer à sa passion : la littérature. Il financera sa formation en exerçant parallèlement le métier d'enseignant de mathématique et physique au lycée Parini. En 1926, il collabore à la revue florentine Solaria. En 1940, l'écrivain abandonne définitivement la profession d'ingénieur et s'installe à Florence où il vivra jusqu'en 1950.
Carlo Emilio Gadda meurt à Rome en mai 1973. Il est enterré au cimetière du Testaccio. Il fut un représentant de la troisième génération de la Ligne lombarde.

## Œuvre

### Romans
- La meccanica, 1928-1929 Publié en français sous le titre La Mécanique, traduit par Philippe Di Meo, préface de Dante Isella, Paris, Seuil, coll. « Le don des langues », 1992, 189 p.  (ISBN 2-02-013040-8)
- La cognizione del dolore, 1938-1941 ; puis en volume en 1963 Publié en français sous le titre La Connaissance de la douleur, traduit par Louis Bonalumi et François Wahl, Paris, Seuil, 1974, 264 p. ; réédition, Paris, Seuil, coll. « Points. Roman » no 293, 1987  (ISBN 2-02-009777-X) ; réédition, Paris, Seuil, coll. « Points » no 973, 2002  (ISBN 2-02-053309-X) ; réédition, Paris, Seuil, 2017  (ISBN 978-2-02-134399-1)
- Quer pasticciaccio brutto de via Merulana, 1957, dont Pietro Germi a tiré un film, Meurtre à l'italienne (1959) Publié en français sous le titre L’Affreux Pastis de la rue des Merles, traduit par Louis Bonalumi, préface de François Wahl, Paris, Seuil, 1963, 272 p.  (ISBN 2-02-001453-X) ; réédition, Paris, Seuil, coll. « Points. Roman » no 108, 1983  (ISBN 2-02-006471-5) ; réédition, Paris, Seuil, coll. « Points » no 593, 1999  (ISBN 2-02-036081-0) Publié en français dans une nouvelle traduction sous le titre L'Affreuse Embrouille de via Merulana, traduit et présenté par Jean-Paul Manganaro, Paris, Seuil, 2016, 368 p.  (ISBN 978-2-02-114124-5) ; réédition, Paris, Éditions Points, coll. « Signatures » no 4898, 2018  (ISBN 978-2-7578-7187-4)

### Recueils de nouvelles ou récits
- Il castello di Udine, 1934 – Prix Bagutta Publié en français sous le titre Le Château d’Udine, traduit par Giovanni Clerico, Paris, Grasset, 1982, 286 p.  (ISBN 2-246-26661-0) ; réédition, Paris, Grasset, coll. « Les cahiers rouges » no 140, 1991  (ISBN 2-246-26662-9) ; réédition, Paris, Grasset, coll. « Les cahiers rouges » no 140, 2014  (ISBN 978-2-246-85164-6)
- La madonna dei filosofi, 1931 Publié en français sous le titre La Madone des philosophes, traduit par Jean-Paul Manganaro, Paris, Seuil, 1993, 157 p.  (ISBN 2-02-014047-0) ; réédition, Paris, Seuil, coll. « Cadre vert », 2016  (ISBN 978-2-02-114085-9)
- Le meraviglie d'Italia, 1939 Publié en français sous le titre Les Merveilles d’Italie, traduit par Jean-Paul Manganaro, préface de Gérard-Georges Lemaire, Paris, Christian Bourgois, coll. « Les derniers mots », 1998, 315 p.  (ISBN 2-267-01449-1)
- Gli anni, 1943 Publié en français sous le titre Les Années. Vers la chartreuse, traduit par Jean-Paul Manganaro, préface de Gérard-Georges Lemaire, Paris, Christian Bourgois, coll. « Les derniers mots », 2002, 285 p.  (ISBN 2-267-01600-1)
- L'Adalgisa, 1944 Publié en français sous le titre L’Adalgisa : croquis milanais, traduit par Jean-Paul Manganaro, Paris, Seuil, 1987, 285 p.  (ISBN 2-02-009763-X) ; réédition, Paris, Seuil, 2016  (ISBN 978-2-02-114082-8)
- Il primo libro delle favole, 1952 Publié en français sous le titre Le Premier Livre des fables, traduit par Jean Pastureau, préface de Gérard-Georges Lemaire, Paris, Christian Bourgois Bourgois, 2000, 188 p.  (ISBN 2-267-01500-5)
- Novelle dal ducato in fiamme, 1953 – Prix Viareggio
- I viaggi la morte, 1958 Publié en français sous le titre Les Voyages la mort, traduit par Monique Bacelli, préface de Gérard-Georges Lemaire, Paris, Christian Bourgois, coll. « Les derniers mots », 1994, 365 p.  (ISBN 2-267-01062-3)
- Verso la Certosa, 1961 Publié en français sous le titre Les Années. Vers la chartreuse, traduit par Jean-Paul Manganaro, Préface de Gérard-Georges Lemaire, Paris, Christian Bourgois, coll. « Les derniers mots », 2002, 285 p.  (ISBN 2-267-01600-1)
- Accoppiamenti giudiziosi, 1963 Publié en français sous le titre Des accouplements bien réglés, traduit par François Dupuigrenet Desroussilles et Marina Fratnik, Paris, Seuil, coll. « Le don des langues », 1989, 278 p.  (ISBN 2-02-010594-2)
- Novella seconda, 1971 Publié en français sous le titre Novella seconda, traduit par Giovanni Joppolo, Annette Luciani et Thierry-Olivier Séchan, Préface de Gérard-Georges Lemaire, Paris, Christian Bourgois, coll. « Les derniers mots », 1987, 138 p.  (ISBN 2-267-00523-9)
- Le bizze del capitano in congedo, 1981 Publié en français sous le titre Les Colères du capitaine en congé libérable, traduit par François Rosso, Paris, Seuil, coll. « Le don des langues », 1989, 185 p.  (ISBN 2-02-010595-0) ; réédition, Paris, Seuil, 2017  (ISBN 978-2-02-134395-3)

### Autres publications
- Giornale di guerra e di prigionia, 1955 Publié en français sous le titre Journal de guerre et de captivité, traduit par Monique Baccelli, préface de M. Baccelli et Gérard-Georges Lemaire, Paris, Christian Bourgois, coll. « Les derniers mots », 1993, 489 p.  (ISBN 2-267-01061-5)
- I sogni e la folgore, 1955 (Volume reprenant les titres  La Madone des philosophes, Le Château d’Udine et L'Adalgisa)
- Il guerriero, l'amazzone, lo spirito della poesia nel verso immortale del Foscolo, 1958 Publié en français sous le titre Conversation à trois voix : le guerrier, l’amazone, l’esprit de la poésie dans les vers immortels de Foscolo, traduit par Jean-Paul Manganaro, Paris, Christian Bourgois, coll. « Le répertoire de Saint-Jérôme », 1993, 89 p.  (ISBN 2-267-01148-4)
- I Luigi di Francia, 1964 Publié en français sous le titre Les Louis de France, traduit par Christian Paoloni, Paris, Quai Voltaire, 1989, 168 p.  (ISBN 2-87653-038-4)

- Eros e Priapo. Da furore a cenere, 1967 (Pamphlet anti-mussolinien)

- Les Mythes du Baudet (I miti del somaro) Introduction, notes et traduction de Jean-François Lattarico. Van Dieren éditeur, Paris. 2024

- Norme per la redazione di un testo radiofonico, 1973 Publié en français sous le titre L’Art d’écrire pour la radio, traduit par Guillaume Monsaigeon, Paris, Les Belles Lettres, coll. « Le corps éloquent » no 6, 1993, 119 p.  (ISBN 2-251-46007-1)
- Meditazione milanese, 1974
- Il tempo e le opere : saggi, note e divagazioni [1927-1977], textes recueillis par Dante Isella, 1982 Publié en français sous le titre Le Temps et les Œuvres : essais, notes et digressions, traduit par Dominique Férault, Paris, Le Promeneur, 1994, 266 p.  (ISBN 2-07-073067-0)
- Il palazzo degli ori, 1983 (Scénario d'après le roman L'Affreuse Embrouille de via Merulana)  Publié en français sous le titre Le Palais des ors, traduit par Béatrice Sayhi-Périgot, Paris, Quai Voltaire, 1989, 142 p.  (ISBN 2-87653-039-2)
- Racconto italiano di ignoto del novecento, 1983 Publié en français sous le titre Récit italien d’un inconnu du vingtième siècle, traduit par Monique Baccelli, avant-propos de Gérard-Georges Lemaire, Paris, Christian Bourgois, coll. « Les derniers mots », 1997, 352 p.  (ISBN 2-267-01415-7)
- Azoto e altri scritti di divulgazione scientifica, [textes de 1921-1956], 1986
- Lettere a Gianfranco Contini, éd. par le destinataire, 1988 Publié en français sous le titre Lettres à Gianfranco Contini [1934-1967], traduit par Soula Aghion, présentation de Gianfranco Contini, Paris, Quai Voltaire, 1988, 195 p.  (ISBN 2-87653-013-9)
- Taccuino di Caporetto : diario di guerra e di prigionia, ottobre 1917 - aprile 1918, 1991

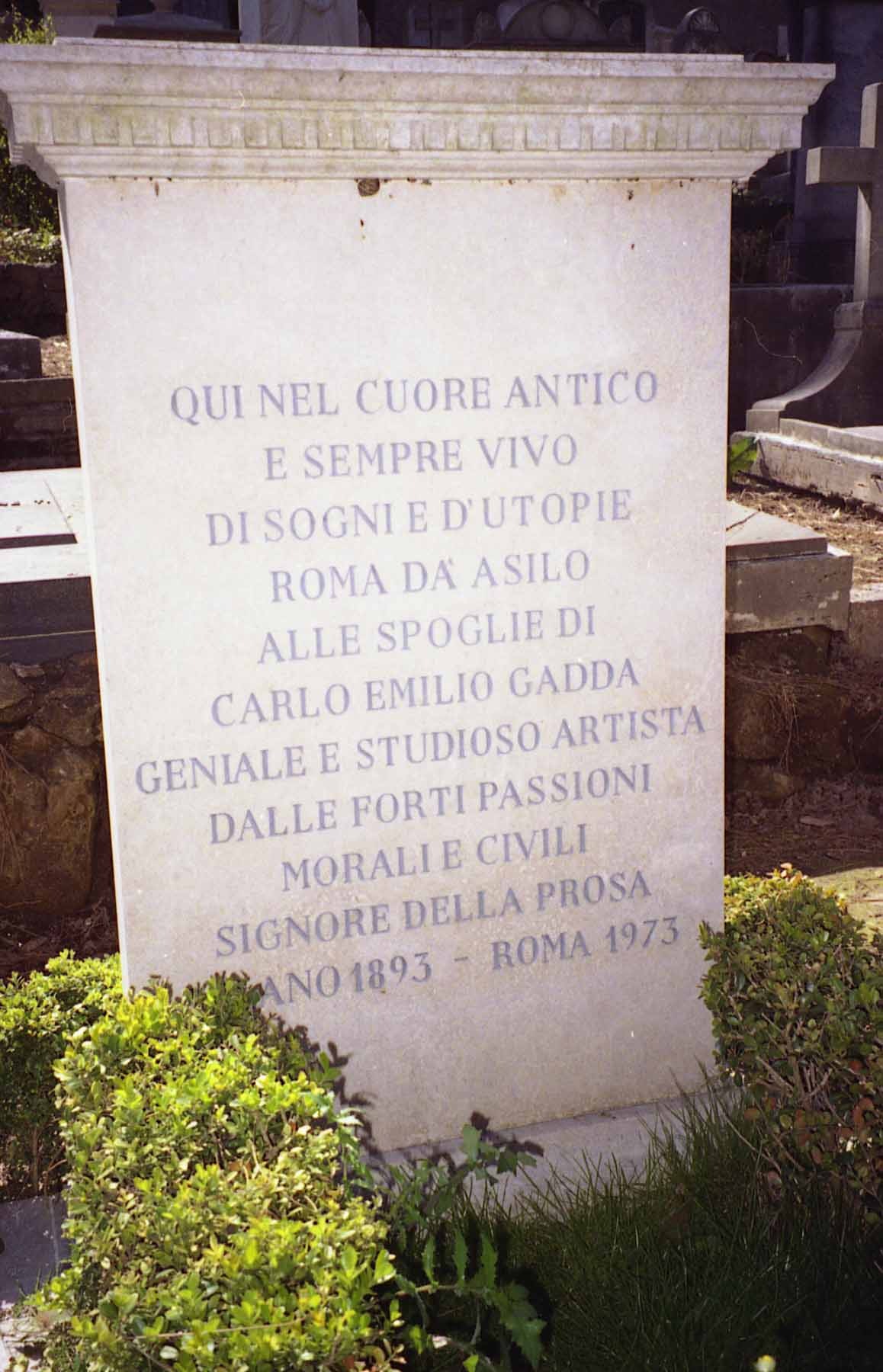
Tombe de Carlo Emilio Gadda au cimetière du Testaccio

### Édition complète italienne
- Opere di Carlo Emilio Gadda, éd. dirigée par Dante Isella, Milan, Garzanti, 1988-1993, en 5 vol. dont :
  - Romanzi e racconti. I, 1988 ;
  - Romanzi e racconti - II, 1989 ;
  - Saggi, giornali, favole e altri scritti - I, 1991 ;
  - Saggi, giornali, favole e altri scritti - II, 1992 ;
  - Scritti vari e postumi. Bibliografia e Indici, 1993 (en 2 tomes).
- I Littoriali del lavoro e altri scritti giornalistici 1932-1941, éd. par Manuela Bertone, Pise, Edizioni ETS, 2005